# Visor electrónico

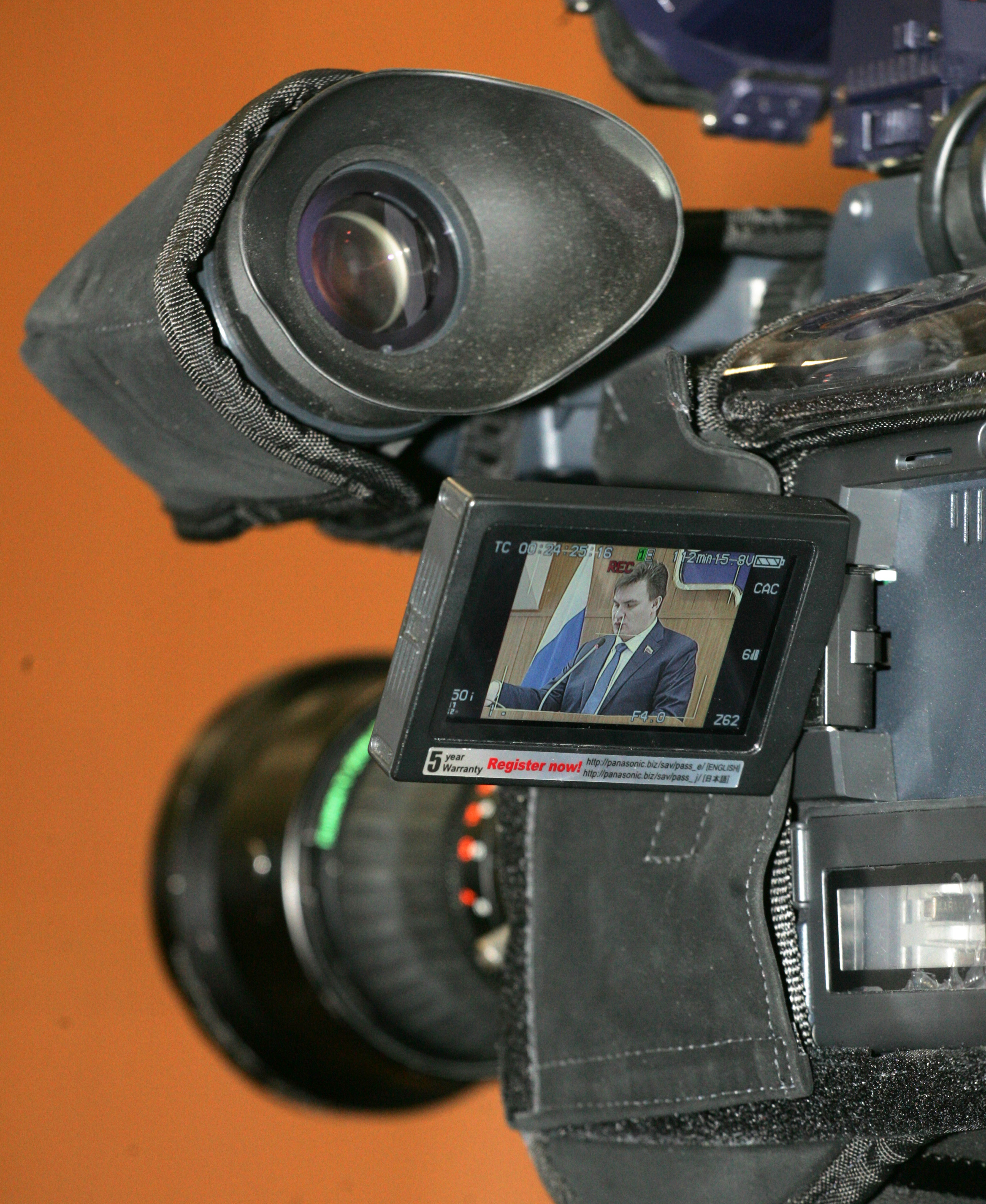
En la imagen el visor electrónico de una cámara profesional de video

Un visor electrónico (o EVF en sus siglas en inglés, de electronic viewfinder) es un visor en el que la imagen capturada por el objetivo se proyecta en una pantalla en miniatura. La imagen en esta pantalla se utiliza para ayudar a la cámara a encuadrar la escena que se va a fotografiar.

## Funcionamiento
El sensor graba la vista a través del objetivo, esta se procesa, y finalmente se proyecta en una pantalla en miniatura visible a través del ocular. Los visores electrónicos de las cámaras fotográficas son muy similares a los de las videocámaras.

## Visores electrónicos defotografía
Los visores electrónicos tienen las siguientes ventajas en relación con los ópticos:
- Reducción del volumen de la cámara, al prescindirse del espejo móvil y el pentaprisma o pentaespejo. Conviene recordar que las cámaras con un visor óptico paralelo al objetivo llevan siempre asociado cierto error de paralaje, especialmente notable para objetos cercanos.
- La información sobre la escena, como el histograma, puede sobreimprimirse en ella.
- Los visores electrónicos pueden mostrar una aproximación de la exposición final cuando damos prioridad a la exposición.
- Los visores electrónicos pueden mostrar una escena de luz baja más brillante de lo que es cuando damos prioridad a la pantalla.
- La mayoría de los visores electrónicos muestran una cobertura del 100% de la imagen final.
- Los visores electrónicos ofrecen una representación más precisa del contraste y las cualidades tonales que aparecerán en la imagen final.

Los visores electrónicos tienen las siguientes limitaciones (2007):
- Puede haber un intervalo perceptible entre los cambios en la escena y la pantalla del visor electrónico.
- La resolución de la pantalla puede ser demasiado baja para permitir un enfoque manual preciso. Algunas cámaras ayudan a esto aumentando el centro de la imagen o resaltando los bordes de los objetos enfocados; aun con esta adaptación, el enfoque manual utilizando un visor electrónico es más difícil que utilizando un visor óptico de una SLR.
- En condiciones de luz baja, la pantalla de un visor electrónico que no genere por sí misma ganancia puede quedarse virtualmente sin imagen, lo cual la hace difícil de usar. En la práctica, muy pocas pantallas de visores electrónicos no generan por sí mismas ganancia.
- Un visor electrónico tiene un alto poder de consumo, normalmente equivalente al de la pantalla LCD principal.

Los visores electrónicos se han utilizado con cámaras bridge durante algunos años, pero solo recientemente se han introducido en el campo de las cámaras compactas (con la Ricoh GX100) y del tipo SLR (Panasonic DMC-G1, una cámara Micro Cuatro Tercios, que no es una réflex, sino que tiene objetivos intercambiables y un visor electrónico en lugar de uno óptico).
Muchos fotógrafos profesionales y aficionados avanzados prefieren cámaras réflex provistas de un visor óptico tradicional (OVF en sus siglas en inglés, de optical viewfinder). A comienzos de 2006, algunos modelos nuevos de cámaras SLR presentaban tanto la tradicional visualización a través del objetivo como un Live View a tiempo completo en la pantalla LCD (no confundir con un visor electrónico). Estos incluían las Olympus E-330, E-410, E-510 y E-3, las Panasonic Lumix DMC-L1 y DMC-L10, la Pentax K-50, la Leica Digilux 3 y las Canon EOS 40D y EOS-1D Mark III. Las cámaras Nikon que tienen esta prestación son las Nikon D3, D300 y D90.